# Felix Claar
Felix Claar (født d. 5. januar 1997 i Norrköping) er en svensk håndboldspiller, som spiller i SC Magdeburg og på Sveriges håndboldlandshold.